# Tritiumradioluminescens

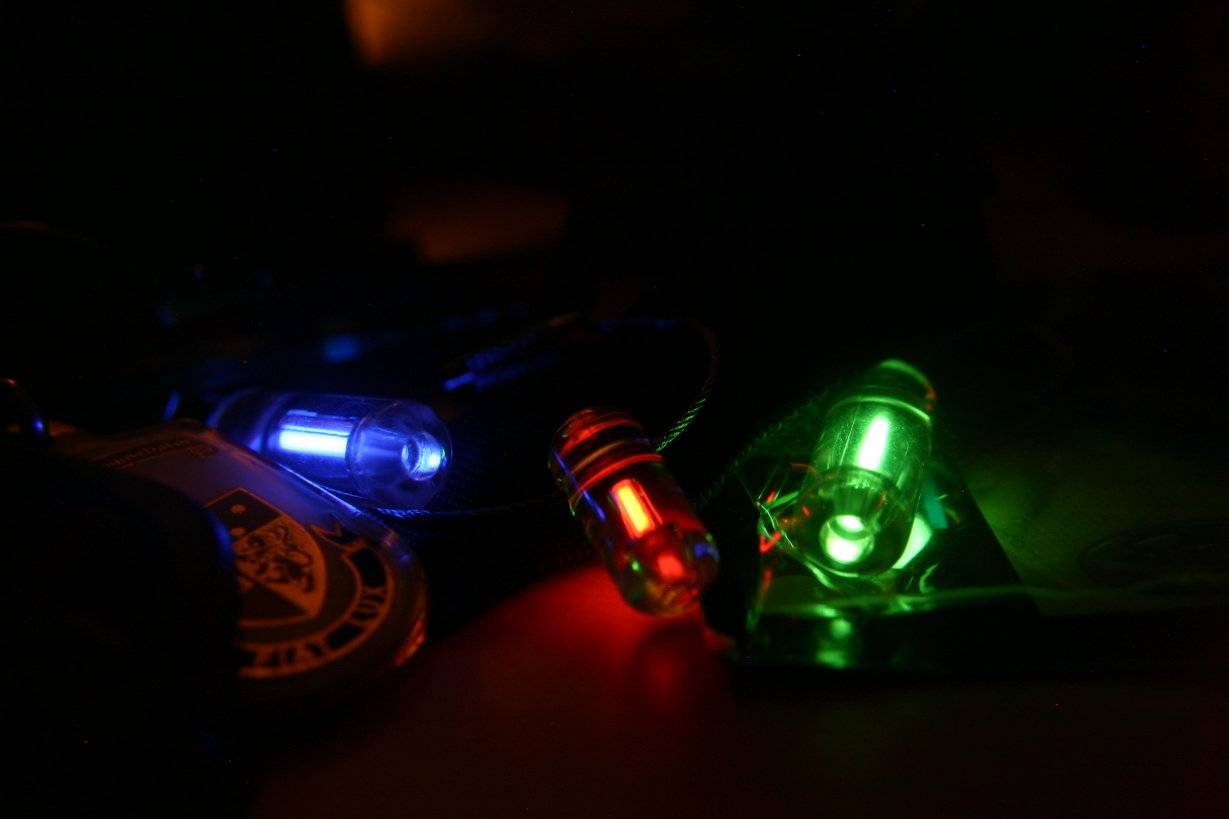
Radioluminescerande nyckelringar.

Tritiumradioluminescens är användningen av gasformigt tritium, en radioaktiv isotop av väte, för att skapa synligt ljus. Tritium avger elektroner genom betasönderfall och när de interagerar med ett fosformaterial avges ljus genom fosforescensprocessen. Den övergripande processen att använda ett radioaktivt material för att excitera en fosfor och slutligen generera ljus kallas radioluminescens. Eftersom tritiumbelysning inte kräver någon elektrisk energi har den funnit stor användning i tillämpningar såsom nödutgångsskyltar, kompasser, ficklampor och vapensikten samtidigt som de är mycket tillförlitliga som ljuskällor med låg intensitet som inte försämrar människans mörkerseende. Vapensikten för nattbruk och små lampor (som måste vara mer tillförlitliga än batteridrivna lampor, men inte störa nattsynen eller vara tillräckligt ljusa för att enkelt avslöja ens plats) som används mest av militär personal faller under den senare tillämpningen.

## Historia
Tritium visade sig vara en idealisk energikälla för självlysande föreningar år 1953 och idén patenterades av Edward Shapiro den 29 oktober 1953 i USA (2749251 – Source of Luminosity).

## Design
Tritiumbelysning tillverkas med hjälp av glasrör med ett fosforlager i dem och tritiumgas inuti röret. Ett sådant rör är känt som en "gasformig tritiumljuskälla" (GTLS), eller beta-ljus (eftersom tritiumet genomgår betasönderfall), eller tritiumlampa.
Tritiumet i en gasformig tritiumljuskälla genomgår beta (β)-sönderfall, vilket frigör elektroner som får fosforskiktet att fosforescera.
Under tillverkningen fylls ett rör av borsilikatglas vars inre yta har belagts med ett fosforinnehållande material med tritium. Röret förseglas sedan till önskad längd med hjälp av en koldioxidlaser. Borsilikat är att föredra för sin styrka och motståndskraft mot brott. I röret avger tritiumet en stadig ström av elektroner på grund av β-sönderfall. Dessa partiklar exciterar fosforn, vilket får den att avge ett lågt, konstant sken.
Tritium är inte det enda materialet som kan användas för självdriven belysning. Radium användes för att tillverka självlysande färg från början av 1900-talet till omkring 1970. Prometium ersatte kortvarigt radium som strålkälla. Tritium är den enda strålkällan som används i radioluminescerande ljuskällor idag på grund av dess låga radiologiska toxicitet och kommersiella tillgänglighet.
Olika preparat av fosforföreningen kan användas för att producera olika ljusfärger. Till exempel kan dopning av zinksulfidfosfor med olika metaller ändra emissionsvåglängden. Några av de färger som har tillverkats utöver de vanliga fosforerna är grönt, rött, blått, gult, lila, orange och vitt.
GTLS-lamporna som används i klockor avger en liten mängd ljus: Inte tillräckligt för att synas i dagsljus, men syns i mörker på flera meters avstånd. En genomsnittlig sådan GTLS har en livslängd på 10–20 år. Hastigheten för β-utsläpp minskar med hälften under varje halveringstid (12,33 år). Dessutom kommer fosfornedbrytning att göra att tritiumrörets ljusstyrka minskar med mer än hälften under den perioden. Ju mer tritium som placeras i röret från början, desto ljusare är det till att börja med och desto längre är dess livslängd. Tritium-nödutgångsskyltar finns vanligtvis i tre ljusstyrkenivåer garanterade för 10, 15 eller 20 års förväntad livslängd. Skillnaden mellan skyltarna är hur mycket tritium tillverkaren installerar.
Ljuset som produceras av GTLS varierar i färg och storlek. Grönt framstår vanligtvis som den ljusaste färgen med en ljusstyrka så hög som 2 cd/m2 och rött framstår som den minst ljusa. Som jämförelse har de flesta flytande kristallskärmar för konsumenter på stationära datorer luminanser på 200 till 300 cd/m2. Storlekarna varierar från små rör som är små nog att passa på en klockas visare till sådana i storlek med en penna.

## Användningsområden

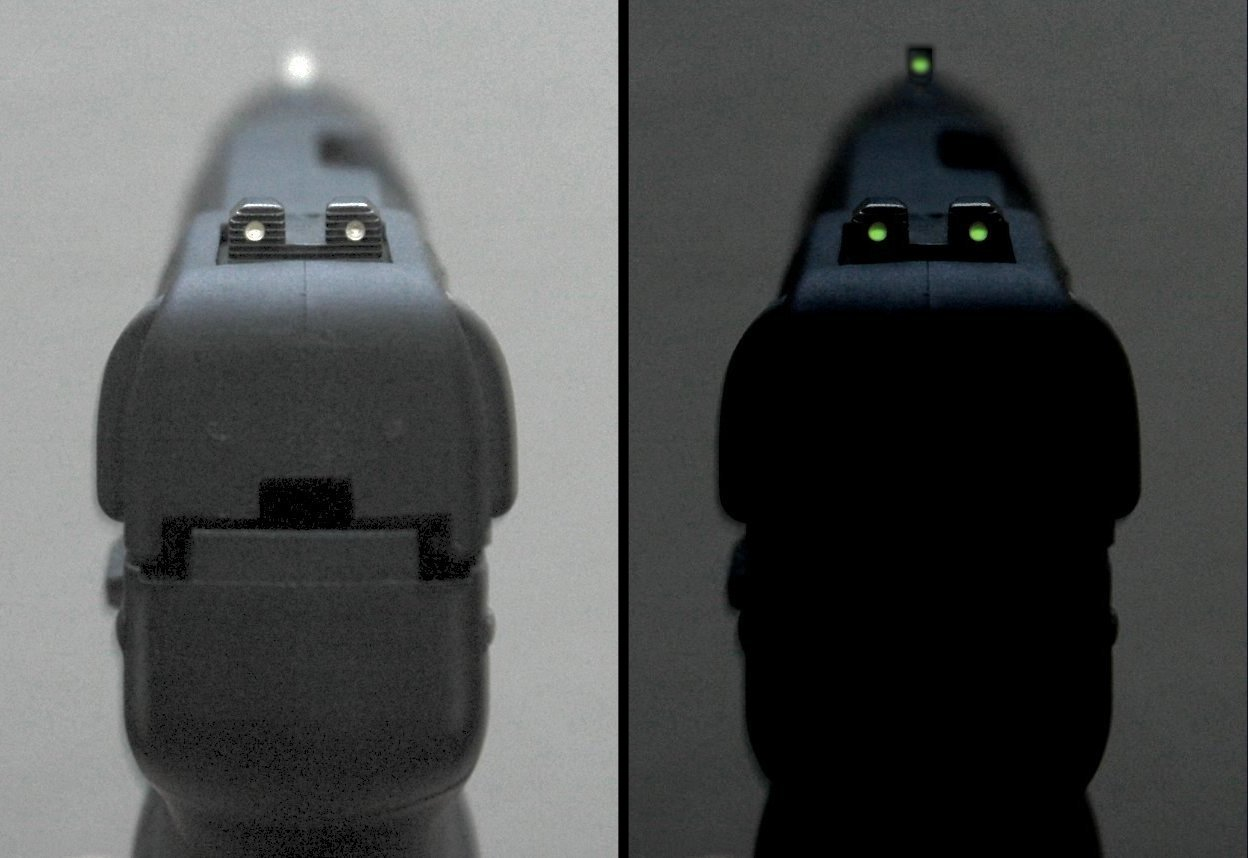
Tritiumbelysta nattsikten för pistol på en FN Five-seven

Dessa ljuskällor ses oftast som "permanent" belysning för visarna på armbandsur avsedda för dykning, nattetid eller stridsanvändning. De används också i lysande nyckelringar och i självbelysta utgångsskyltar. De föredras av militären för tillämpningar där en strömkälla kanske inte finns tillgänglig, till exempel för instrumentrattar i flygplan, kompasser och sikten för vapen. När det gäller fasta tritiumljuskällor ersätter tritiumet en del av väteatomerna i färgen, som också innehåller en fosfor såsom zinksulfid.
Tritiumlampor eller betalampor användes tidigare i fiskedrag. Vissa ficklampor har springor för tritiumflaskor så att ficklampan lätt kan hittas i mörkret.
Tritium används för att belysa järnsikten på vissa småvapen. Riktmedlet på SA80:s optiska SUSAT-sikte, såväl som LPS 4x6° TIP2-kikarsiktet på ett PSL-gevär, innehåller en liten mängd tritium för samma effekt som ett exempel på tritiumanvändning på ett gevärssikte. Elektronerna som avges av tritiumets radioaktiva sönderfall får fosforn att glöda, vilket ger ett långvarigt (flera år) och batteridrivet sikte som är synligt i svagt ljus. Tritiumglöden är dock inte märkbar i ljusa förhållanden, som till exempel i dagsljus; följaktligen har vissa tillverkare börjat integrera fiberoptiska sikten med tritiumflaskor för att ge ljusa vapensikten med hög kontrast i både ljusa och mörka förhållanden.

## Säkerhet

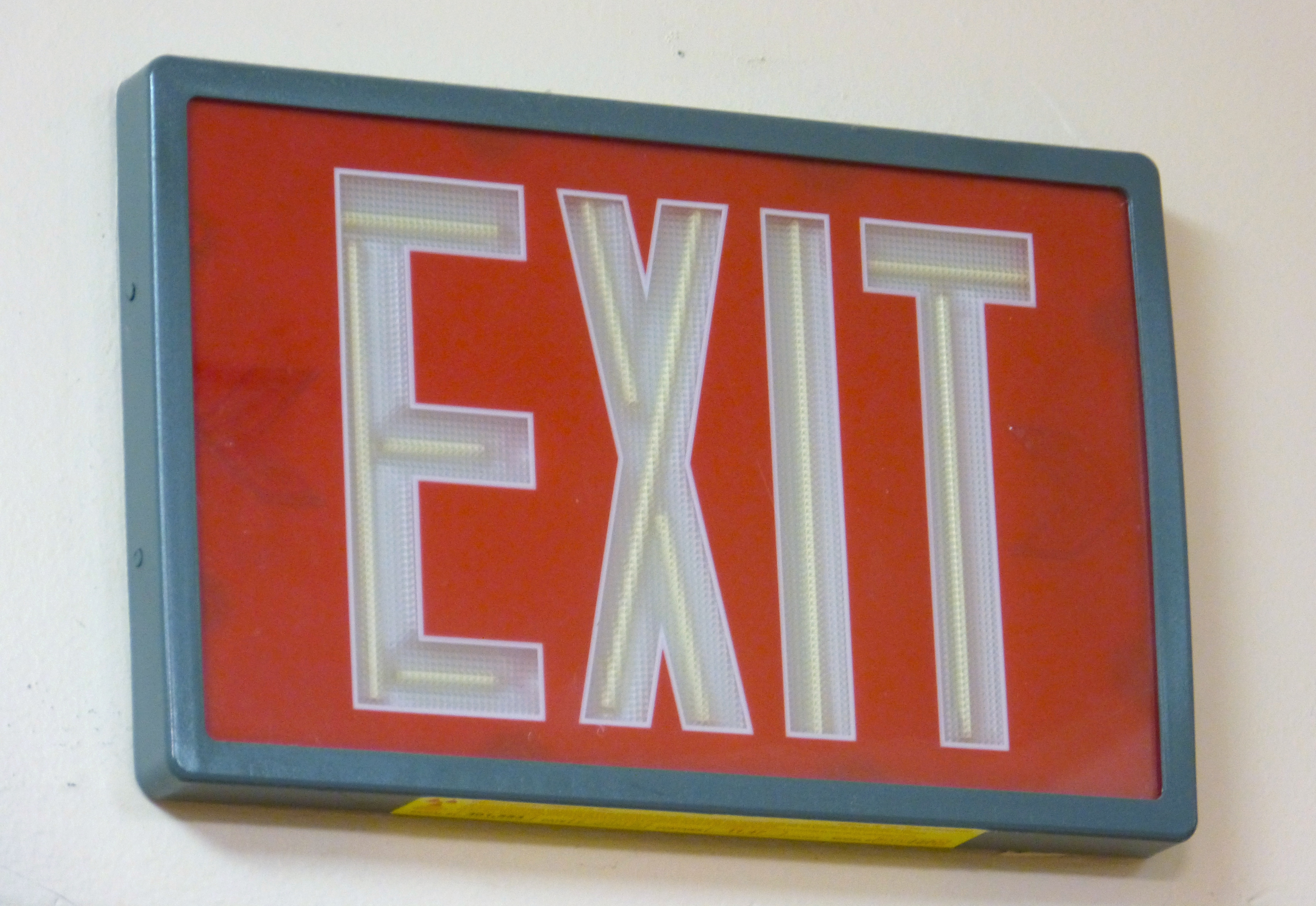
En självlysande utgångsskylt som innehåller rör av tritium.

Även om dessa apparater innehåller ett radioaktivt ämne tror man för närvarande att självdriven belysning inte utgör någon betydande hälsorisk. En rapport från 2007 från den brittiska regeringens rådgivande grupp för joniserande strålning vid hälsoskyddsmyndigheten Health Protection Agency (HPAA) fastställde att hälsoriskerna vid exponering för tritium var dubbelt så höga som tidigare fastställts av International Commission on Radiological Protection, men inkapslade tritiumbelysningsanordningar, vanligtvis i form av ett lysande glasrör inbäddat i ett tjockt block av klar plast, förhindrar att användaren exponeras för tritium alls om inte anordningen bryts isär.
Tritium utgör inget hot från extern betastrålning när det inkapslas i icke-vätepermeabla behållare på grund av dess låga penetrationsdjup, vilket är för kort för att penetrera intakt mänsklig hud. GTLS-enheter avger dock låga nivåer av röntgenstrålning på grund av bromsstrålning. Enligt en rapport från OECD beror all extern strålning från en gasformig tritiumlampa enbart på bromsstrålning, vanligtvis i intervallet 8–14 keV. Bromsstrålningsdoshastigheten kan inte beräknas enbart utifrån tritiums egenskaper, eftersom doshastigheten och den effektiva energin är beroende av inneslutningsformen. En bar, cylindrisk ampull GTLS konstruerad av 0,1 mm tjockt glas som är 10 mm lång och 0,5 mm i diameter ger en ytdos på 100 millirad per timme per curie. Om samma ampull istället var konstruerad av 1 mm tjockt glas och innesluten i ett plasthölje som är 2–3 mm tjockt kommer GTLS att ge en ytdoshastighet på 1 millirad per timme per curie. Doseringshastigheten mätt från 10 mm bort kommer att vara två storleksordningar lägre än den uppmätta doshastigheten på ytan. Givet att halvvärdestjockleken på 10 keV fotonstrålning i vatten är cirka 1,4 mm, är dämpningen som tillhandahålls av vävnad som täcker de blodbildande organen avsevärd.
Den primära faran från tritium uppstår om det inandas, förtärs, injiceras eller absorberas i kroppen. Detta resulterar i absorption av den utsända strålningen i ett litet område av kroppen, återigen på grund av det låga penetrationsdjupet. Den biologiska halveringstiden för tritium – den tid det tar för hälften av en intagen dos att utstötas från kroppen – är låg, endast 12 dagar. Tritiumutsöndringen kan accelereras ytterligare genom att öka vattenintaget till 3–4 liter/dag. Direkt, kortvarig exponering för små mängder tritium är mestadels ofarlig. Om ett tritiumrör går sönder bör man lämna området och låta gasen diffundera ut i luften. Tritium förekommer naturligt i miljön, men i mycket små mängder.

## Lagstiftning
Produkter som innehåller tritium är lagstadgade eftersom tritium används i förstärkta fissionsvapen och termonukleära vapen (dock i mängder flera tusen gånger större än i en nyckelring).
I USA faller apparater som självlysande utgångsskyltar, mätare, armbandsur etc. som innehåller små mängder tritium under Nuclear Regulatory Commissions jurisdiktion och omfattas av innehavs-, distributions- samt import- och exportregler som finns i 10 CFR Parts, 30, 32 och 110.
I Australien är produkter som innehåller tritium undantagna från licens om de innehåller mer än 1×106 becquerel per gram (2,7×10−5 Ci/g) tritium och har en total aktivitet på mindre än 1×109 becquerel (0,027 Ci), förutom i säkerhetsanordningar där gränsen är 74×109 becquerel (2,0 Ci) total aktivitet. 

### Lagstiftning i Sverige
I Sverige regleras hanteringen av tritiumhaltiga produkter av Strålsäkerhetsmyndigheten (SSM), som ansvarar för att skydda människor och miljö från skadlig joniserande strålning. Tritium räknas som ett radioaktivt ämne, men eftersom det är en svag betastrålare och oftast är inkapslat i hermetiskt slutna gasfyllda glasrör, bedöms riskerna som låga vid normal användning.
Import, tillverkning och försäljning av tritiumprodukter – såsom självlysande klockor, sikten, nödutgångsskyltar och andra självlysande markörer – kräver i regel tillstånd från SSM. Produkter som innehåller små mängder tritium i slutna kapslingar kan dock i vissa fall undantas från tillståndsplikt, beroende på tritiumhalten och produktens konstruktion.
SSM ställer krav på att tritiumprodukter inte får läcka radioaktiv gas, att de ska vara stöttåliga och att de vid kassering hanteras som radioaktivt avfall . Produkter som kasseras ska tas om hand genom särskilda insamlingssystem, och det är förbjudet att bryta upp eller bearbeta tritiumkapslar utan tillstånd.
Strålsäkerhetsmyndigheten utför också regelbundna granskningar och kontroller av företag som hanterar tritium, samt informerar allmänheten om säker hantering och miljöaspekter. Hittills har inga allvarliga incidenter med tritiumprodukter rapporterats i Sverige.

## Artikelursprung
Den här artikeln är helt eller delvis baserad på material från engelskspråkiga Wikipedia, Tritium radioluminescence.